# Live in Finland
Live in Finland è il terzo album live del gruppo musicale finlandese Sonata Arctica, uscito l'11 novembre 2011.

## Il disco
Il disco è presente in tre versioni: in cofanetto 2 DVD + 2 CD, in Blu-ray, oppure in doppio vinile.

## Tracce
DVD 1
Testi e musiche di Tony Kakko, arrangiamenti dei Sonata Arctica.
1. Intro (Everything Fades To Gray)
2. Flag In The Ground
3. The Last Amazing Grays
4. Juliet
5. Replica
6. Blank File
7. As If The World Wasn't Ending
8. Paid In Full
9. Victoria's Secret
10. Instrumental Exhibition
11. The Misery
12. FullMoon
13. In Black & White
14. Mary-Lou (acoustic)
15. Shy (acoustic)
16. Letter To Dana (acoustic)
17. Caleb
18. Don't Say A Word
19. Outro (Vodka / Everything Fades To Gray)

DVD 2
1. Sonata Arctica Open Air II (Live in Kemi, 8 agosto 2009)
2. The making of Live In Finland
3. The making of Flag In The Ground
4. Latin-American (Tour documentary)
5. Made In Finland (Tour documentary)
6. Don't Say A Word – Videoclip
7. Paid In Full – Videoclip
8. Flag In The Ground – Videoclip
9. Acoustic live at Alcatraz (Live in Milano)
10. The Flag In The Ground cover contest – Photo gallery

CD 1
1. Intro (Everything Fades To Gray)
2. Flag In The Ground
3. The Last Amazing Grays
4. Juliet
5. Replica
6. Blank File
7. As If The World Wasn't Ending
8. Paid In Full
9. Instrumental Exhibition
10. The Misery
11. In Black & White
12. Letter To Dana
13. Caleb
14. Don't Say a Word / Outro (Everything Fades To Gray)

CD 2
1. Paid In Full
2. 8th Commandment
3. Replica
4. Tallulah
5. Caleb
6. White Pearl, Black Oceans...
7. Draw Me
8. FullMoon

## Formazione
- Tony Kakko - voce
- Elias Viljanen - chitarra
- Tommy Portimo - batteria
- Marko Paasikoski - basso
- Henrik Klingenberg - tastiera